# Presidentvalet i USA 1788–1789
Presidentvalet i USA 1788–1789 var det första valet som hölls för utse en president i det självständiga USA, och pågick från 15 december 1788 till 10 januari 1789. Med 43 782 röster tilldelades George Washington alla elektorsröster och valdes enhälligt till landets första president, med John Adams som vicepresident. Varje delstat var fri att själv välja hur deras elektorer togs fram. I fem delstater valdes elektorerna av delstatens parlamentariker. I sex delstater hölls allmänna val. I de flesta delstater var det bara vita markägande män som hade rätt att rösta. Tre delstater deltog inte i valet, New York valde sina elektorer för sent och North Carolina och Rhode Island hade ännu inte ratificerat konstitutionen.
På grund av Washingtons popularitet sågs det som givet på förhand vem som skulle bli president. Valet av vicepresident var dock en öppen fråga. Några organiserade politiska partier fanns inte under denna tid, inte heller några primärval, utan kandidaterna beskrev sig som antingen federalister eller anti-federalister.
Valet ägde rum före införandet av tolfte tillägget, som tillkom efter 1800 års kaotiska presidentval. Var och en av de 69 elektorerna hade därför två röster. George Washington fick 69 röster och valdes därigenom enhälligt till president. John Adams fick 34 röster före John Jay som fick 9 röster, varigenom Adams valdes till vicepresident.